# رسيتال

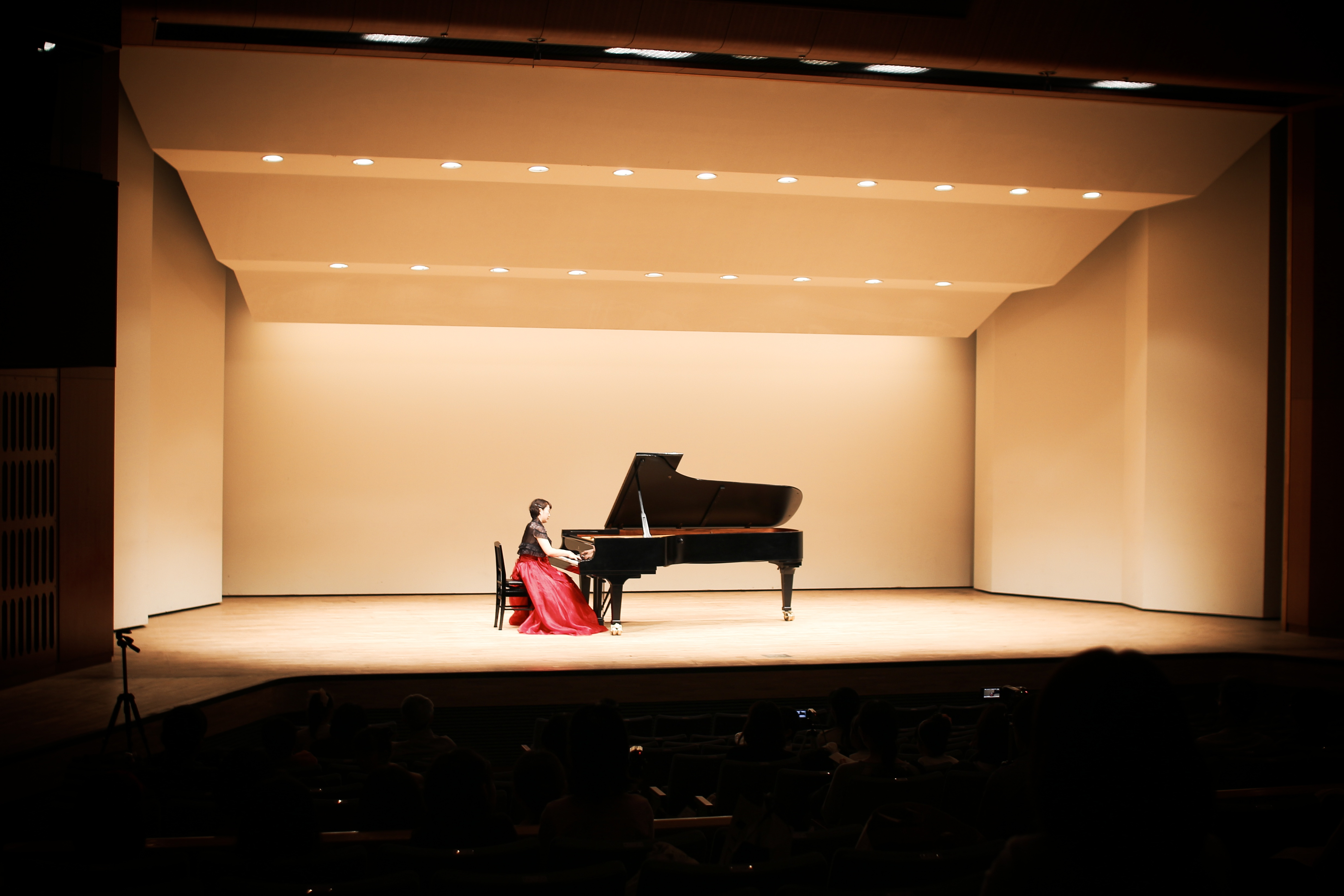

رسيتال (بالإنجليزية recital) هو عرض موسيقي (غنائي أو آلي. يمكن أن يظهر فيه عازف واحد، أحيانا بمصاحبة البيانو، أو عرض أعماله لمؤلف موسيقي واحد. ينسب اختراع حفل رسيتال البيانو الصولو لفرانز ليست.[بحاجة لمصدر]
أيضا قد يكون في الرسيتال الكثير من المشاركين، مثلما في رسيتال الرقص. الرسيتال الراقص هو عرض لحركات صممها مصمم رقصات لتعرض على الجمهور، عادة في عرض فني، ربما مسابقة. بعض حفلات الرسيتال الراقصة تكون موسمية.